# سانتوس لئون هررا
سانتوس لئون هررا (انگلیسی: Santos León Herrera; زاده ۲۱ مهٔ ۱۸۷۴ – درگذشته ۸ مهٔ ۱۹۵۰) سیاست‌مدار اهل کاستاریکا بود. وی از ۲۰ آوریل ۱۹۴۸ تا ۸ مه ۱۹۴۸ رئیس‌جمهور موقت این کشور بود.
سانتوس لئون هررا در ۸ مه ۱۹۵۰، در سن ۷۵ سالگی درگذشت.